# Ilian Ivanov Kiriakov
Ilian Kiriakov és un exfutbolista búlgar, que ocupava la posició de defensa. Va néixer a Lesicheri el 4 d'agost de 1967.
Va destacar a l'Etar de Veliko Tarnovo. El 1991 fitxa pel Deportivo de La Coruña de la lliga espanyola. També militaria a la competició xipriota i escocesa, per retirar-se el 2003, de nou a l'Etar.

## Selecció
Kiriakov va ser internacional amb el seu país en 53 ocasions, tot marcant 5 gols. Va participar en el Mundial de 1994 i a l'Eurocopa de 1996.